# Coleco
Coleco, acronimo di Connecticut Leather Company, è stata un'azienda statunitense attiva in diversi settori.

## Storia
Fondata nel 1932 da Arnold e Leonard Greenberg, produceva scarpe e borse di pelle. Nel giro di qualche decennio, iniziò a produrre piscine per esterni e oggetti ricreativi e sportivi, divenendo leader del mercato. Nel 1968, acquistando la Eagle toys, che produceva flipper e giochi elettromeccanici, Coleco si infilò nel mercato dei videogiochi con il Coleco Telstar, una console che proponeva dei giochi tipo Pong, con il risultato di divenire uno dei maggiori concorrenti di Atari. Il Coleco Telstar in un primo momento non ricevette il via libera dell'FCC per le eccessive interferenze radio che provocava. I fratelli Greenberg per risolvere la cosa in poco tempo chiesero il supporto tecnico della Sanders Associates, il lavoro fu svolto da Ralph Baer, inventore del Magnavox Odyssey, con l'uso di un toroide di ferrite.
ColecoVision è il nome della console di seconda generazione prodotta da Coleco e presentata nell'agosto del 1982 negli Stati Uniti d'America e commercializzata nello stesso anno in abbinamento al gioco Donkey Kong, campione di incassi nelle sale giochi, nel tentativo di aggredire il dominio quasi assoluto dell'Atari 2600. L'anno successivo cominciò anche, con scarso successo, a commercializzare l'home computer Coleco Adam.
Come la maggior parte delle società, anche Coleco abbandonò il mercato videoludico nel 1984. L'azienda continuò la sua esistenza pochi anni ancora, commercializzando in massa le bambole Cabbage Patch Kids. Dopo il suo fallimento, gli asset patrimoniali furono acquisiti da altre società, Hasbro e Mattel.